# El Cogulló (Castell de Mur)
El Cogulló és la muntanya de 781,1 metres d'altitud situat en el terme municipal de Castell de Mur, dins de l'antic municipi de Guàrdia de Tremp, al Pallars Jussà. És a la mateixa carena on es troben el castell de Mur, la col·legiata de Santa Maria de Mur, el poble de Collmorter i el castell de Guàrdia de Noguera. Es troba entre els dos darrers llocs esmentats.